# Museo dell'Opera del Duomo (Orvieto)
O Museo dell'Opera del Duomo é um museu de arte da cidade de Orvieto, na Itália.
O museu tem origens no século XIX e, inicialmente, apareceu como um "gabinete de maravilhas", com uma única sala contendo pinturas, esculturas e paramentos litúrgicos pertencentes em sua maioria à catedral, à qual foram acrescentadas doações de particulares e os depósitos da cidade. Documentos de 1848 falam de uma exposição de vários objetos de arte, acumulados ao longo do tempo na Opera e em depósitos localizados no Palazzo della Fabbrica para evitar a deterioração e torná-los visíveis para os artistas que vinham admirar a Catedral.
Mais tarde, em 1875, o Camerlengo Francesco Pennacchi expressou claramente uma intenção de criar um pequeno museu no escritório da Administração no Palazzo della Fabbrica para a conservação das obras existentes na sacristia e aquelas que ele recolhia. Já em 1879 essa coleção de objetos de arte, então a única em Orvieto, havia se tornado um importante ponto de referência para iniciativas semelhantes. O Ministério da Educação, através do conde Eugenio Faina, Inspetor das ruínas e monumentos do distrito de Orvieto, depositou no Palazzo della Fabbrica o material arqueológico de propriedade do governo, uma vez que um novo museu não poderia senão surgir como um apêndice do museu já existente.
Sob a presidência do engenheiro Carlo Franci intensificou-se a coleta de objetos encontrados na área de Orvieto para impedir a venda e dispersão, e foi aberto ao público o Museo Etrusco-Medioevale dell'Opera, inaugurado em 9 de junho 1882. Da simples acumulação e conservação passou-se a uma administração verdadeiramente museal, com a revisão do inventário e elaboração de bibliografias e catálogos. A partir de 1897 a crescente necessidade de espaço devido ao aumento contínuo de material, impôs a transferência das coleções do Palazzo della Fabbrica para o grande salão no piso superior do Palazzo Soliano, incorporando também peças que estavam sendo removidas da catedral.
Depois de uma ampla reestruturação nas coleções e estrutura física, em 2008 o Palazzo Soliano passou a ser o Museo Emilio Greco, integrado ao circuito do Museo dell'Opera del Duomo e preservando a coleção pessoal de obras do artista que foi o autor das atuais portas de bronze da catedral, enquanto que o Palazzo Papale, anexo, construído na Idade Média, foi transformado em espaço expositivo para a coleção permanente do Museo dell'Opera. Algumas peças são expostas também na Igreja de Santo Agostinho e o museu continua responsável pela preservação do acervo artístico ainda localizado na catedral.
Sua coleção inclui obras de importantes artistas da história da arte local e também italiana, como Arnolfo di Cambio, Simone Martini, Spinello Aretino, Luca Signorelli, Cesare Nebbia, Girolamo Muziano e Giovanni Lanfranco.